# Język typu pro-drop
Język typu pro-drop – język, w którym niektóre rodzaje zaimków mogą zostać ominięte, jeśli ich znaczenie lub funkcja jest możliwa do wywnioskowania w danym kontekście. Warunki, w których zaimek może zostać pominięty, różnią się w poszczególnych językach. Opuszczony zaimek nazywa się czasem anaforą zerową . Pojęcie to, kontrastujące z pojęciem zaimka zerowego, wskazuje na to, że opuszczona jednostka gramatyczna zachowuje swoje cechy referencyjne i może zostać zidentyfikowana poprzez rządzący nim element nadrzędny. Tak dzieje się w przypadku języków bałtosłowiańskich i większości romańskich, w których zaimkowe wyrażanie podmiotu zdania nie jest konieczne, gdyż osoba i liczba są możliwe do zidentyfikowania dzięki odmienionej formie czasownika.
Pojęcie pro-drop wywodzi się z języka angielskiego i stanowi skrót od pronoun dropping („opuszczanie zaimka”).